# Capital-retournement
 (septembre 2015).
Si vous disposez d'ouvrages ou d'articles de référence ou si vous connaissez des sites web de qualité traitant du thème abordé ici, merci de compléter l'article en donnant les références utiles à sa vérifiabilité et en les liant à la section « Notes et références ».
Les fonds de retournement (aussi appelés fonds de capital retournement ou de capital-retournement) permettent à des sociétés en difficulté de se redresser en apportant capitaux et moyens humains. Ces deux éléments sont essentiels pour assurer une sortie durable d'une situation complexe.
Les intervenants du capital retournement travaillent souvent dans le cadre de procédures judiciaires, ce qui nécessite une technicité financière et juridique, mais aussi et surtout une excellente connaissance du tissu industriel. 
Les premiers intervenants sur le marché français ont été les anglo-saxons avec les fonds Sun Capital ou Mattlin Patterson. Mais leur absence sur le territoire avec des équipes structurées a laissé la place à des acteurs français, expérimentés et disposant d'équipes de managers capables d'intervenir dans les sociétés.
En France, les principaux acteurs de ce secteur d'activité sont Butler, Impala, Perceva, Arcole ou Verdoso. 